# 조쉬 블레이크
조쉬 블레이크(Josh Blake, 1975년 2월 7일 ~ )는 미국의 영화배우, 텔레비전 배우이다.
뉴욕에서 태어났다.

## 방송
- 외계인 알프

## 영화
- 고잉 다운 (2003년)
- 저스트 포 킥스 (2003년)
- 외계인 알프 (1986년)
- 산타 클로스의 삶과 모험 (1985년)